# Okowiel
Okowiel (Trisopterus esmarkii) – gatunek morskiej ryby dorszokształtnej z rodziny dorszowatych (Gadidae).

## Taksonomia

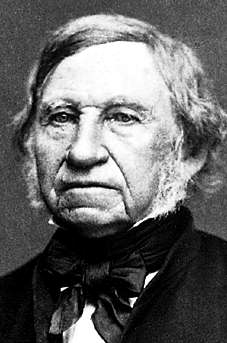
Sven Nilsson (1787–1883) jako pierwszy opisał naukowo gatunek

Gatunek po raz pierwszy opisał naukowo jako Gadus esmarkii szwedzki zoolog Sven Nilsson w 1855 w swojej pracy zatytułowanej Skandinavisk fauna. Do rodzaju Trisopterus przeniósł go radziecki ichtiolog Anatolij Nikołajewicz Swietowidow w 1973. W 1976 Pieter Gaemers umieścił Gadus esmarkii w utworzonym przez siebie rodzaju Neocolliolus, uważanym przez większość ichtiologów za synonim Trisopterus, i wskazał go jako gatunek typowy. Nazwa rodzajowa Trisopterus pochodzi od połączenia greckich słów „tris” (τρις) – oznaczającego „mający trzy części”, „trójdzielny”, i „pterón” (πτερον) – „skrzydło”, będącego odniesieniem trzech płetw grzbietowych ryby.

## Rozmieszczenie i środowisko
Jest to gatunek strefy borealnej. Występuje w północno-wschodnim Atlantyku, łącznie z Morzem Północnym i zachodnim Bałtykiem, także w południowo-zachodnim Morzu Barentsa (do którego trafił w wyniku ocieplania się wód arktycznych). Zasięg występowania T. esmarkii zamyka się w obszarze 79°N–48°N, 27°W–30°E, obejmując wody Szwecji, Norwegii (w tym Svalbardu, łącznie z Wyspą Niedźwiedzią, i Jan Mayen), Rosji, Islandii, Danii (w tym Wysp Owczych i Grenlandii), Wielkiej Brytanii, Irlandii, Wyspy Man, Francji, Belgii, Holandii, Niemiec; południowa granica gatunku opiera się na kanale La Manche, rzadko obserwowany w Zatoce Biskajskiej. Stwierdzony w polskiej strefie Morza Bałtyckiego, pojawia się w niej jednak sporadycznie. W podziale na regiony rybołówstwa FAO (ang. FAO Major Fishing Areas) gatunek notowany wyłącznie w regionie północno-wschodniego Atlantyku (nr regionu 27).
Ryba morska, oceanodromiczna, bentopelagiczna, pelagiczna. Bytuje na głębokości od 50 do 300 m, zazwyczaj od 100 do 200 m. Preferuje strefy przydenne z mulistym dnem. W porównaniu z innymi gatunkami dorszowatych prowadzi dość osiadły tryb życia.

## Morfologia
Długość maksymalna – 35 cm TL, przeciętna 15–20 cm. Wymiary przykładowego osobnika (17 cm TL) w odniesieniu do długości całkowitej: długość standardowa – 89,6%, długość ogonowa – 100,0%, długość przedanalna – 37,0%, długość przedgrzbietowa – 25,2%, długość przedbrzuszna – 20,5%, długość przedpiersiowa – 23,6%, głębokość ciała – 20,3%, długość głowy – 20,1%, średnica oka – 35,1% długości głowy. Ma duże oczy, o średnicy ⅓ długości głowy; na końcu pyszczka wąsik. Trzy płetwy grzbietowe: pierwsza – trójkątnego kształtu, z 14–15 promieniami miękkimi, druga z 23–26, trzecia z 23–26. Dwie płetwy odbytowe, pierwsza z 29–31 promieniami miękkimi, druga z 25–27. Płetwy piersiowe zbudowane z 18–19 promieni miękkich, brzuszne z 6; od 52 do 53 kręgów. Obrzeże drugiej i trzeciej płetwy grzbietowej, a także płetw odbytowych lekko wklęsłe. Grzbiet szarobrązowy, boki srebrzyste, brzuch biały.

## Rozmnażanie
Szczyt tarła przypada z reguły na marzec–kwiecień; u populacji żyjących bardziej na północ, tj. m.in. u wybrzeża Norwegii – od końca marca do czerwca. Dojrzałość płciową osiąga około drugiego roku życia. Trze się zazwyczaj mając około trzech lat i 15–20 cm długości. Tarło odbywa tylko raz w życiu, głównie w wodach otaczających północno-zachodnią Szkocję, Norwegię, Wyspy Owcze i Islandię. Ikra jest pelagiczna, okrągła, gładka i nielepka. Maksymalny notowany wiek tej ryby to 5 lat.

## Odżywianie

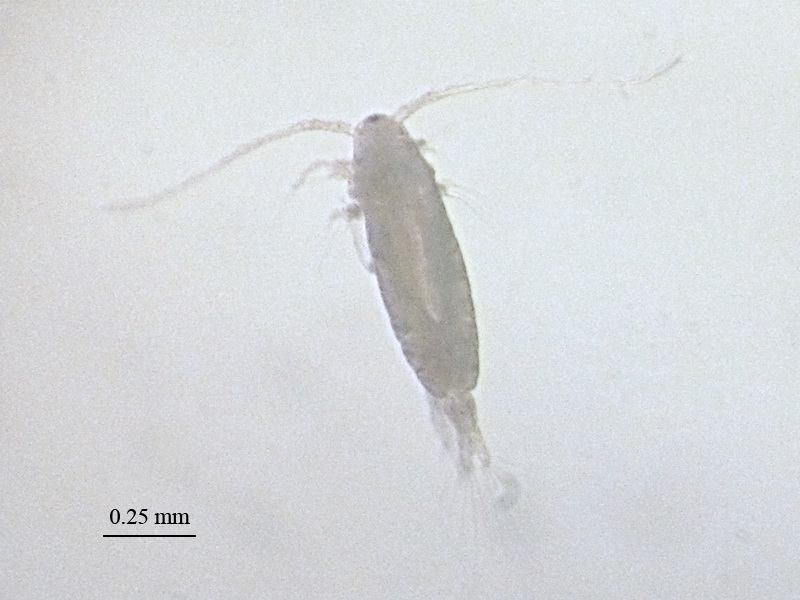
Acartia clausii – jeden ze składników diety okowiela

Okowiel żywi się zooplanktonem, w tym widłonogami (Acartia clausii, Pseudocalanus elongatus, Calanus spp., Oithona sp.), dziesięcionogami w stadium larwalnym, torborakami z rzędu Mysida, wioślarkami (Evadne sp.), szczętkami, a także mniejszymi rybami i ich larwami. Sam zaś ma duże znaczenie jako składnik diety innych ryb dorszowatych, takich jak: dorsz atlantycki Gadus morhua, plamiak Melanogrammus aeglefinus, witlinek Merlangius merlangus, rdzawiec Pollachius pollachius, czarniak Pollachius virens i bielmik Trisopterus luscus, Molva dypterygia, molwa pospolita Molva molva. Żywią się również nim inne od dorszowatych ryby. Są wśród nich przedstawiciele żabnicowatych – Himantolophus groenlandicus, żabnica Lophius piscatorius, kongerowatych – konger Conger conger, morszczukowatych – morszczuk zwyczajny Merluccius merluccius, rajowatych – raja dwuplama Leucoraja naevus, kurkowatych – kurek szary Eutrigla gurnardus, kurek czerwony Chelidonichthys lucerna, i śledziowatych – śledź oceaniczny Clupea harengus. Ryba ta pada również ofiarą ssaków morskich, m.in. butlonosa zwyczajnego Tursiops truncatus i lodofoki grenlandzkiej Pagophilus groenlandicus.

## Znaczenie gospodarcze
Gatunek istotny dla połowów komercyjnych, przemysłowych. Wykorzystywany do produkcji mączki rybnej i oleju rybnego. Poławiany głównie przy pomocy włoków dennych i niewodów duńskich. W 1999 całkowity połów okowiela według raportów zgłoszonych do FAO wyniósł 112 556 ton, z czego najwięcej, bo 57 441 t połowiły jednostki duńskie, a 51 067 t jednostki norweskie.

## Status
Od 2003 IUCN uznaje go za gatunek najmniejszej troski (LC, Least Concern). Trend populacji rosnący